# Manuel Ossorio y Bernard
Manuel Ossorio y Bernard (Algeciras, 6 de diciembre de 1839-Madrid, 14 de septiembre de 1904) fue un periodista y escritor español. Colaborador y director de diversas publicaciones periódicas, fue autor de relevantes obras biobibliográficas como Galería biográfica de artistas españoles del siglo XIX y Ensayo de un catálogo de periodistas españoles del siglo XIX.

## Biografía

### Infancia
Manuel Ossorio y Bernard nació en el seno de una familia de militares. Su abuelo, Francisco de Paula Ossorio y Vargas, fue ministro de la Marina y héroe del sitio de Tolón de 1793 contra las tropas francesas y de la batalla naval del Cabo de San Vicente en 1797. El padre, Manuel Ossorio y Mallén, fue oficial de artillería, pero abandonó la carrera militar para dedicarse a ser administrador de Rentas Públicas. En la localidad gaditana de Algeciras, uno de los destinos del padre, nació Manuel un 6 de diciembre de 1839. Su infancia transcurrió a caballo entre los diferentes destinos de los viajes que emprendía su familia.
Sobre su infancia errante escribió Ossorio y Bernard unos versos que aparecieron publicados en sus Poemas infantiles, obra de 1894. Dicen las primeras estrofas así:

En un rincón de España,

si mi partida bautismal no engaña,

vi de la luz el resplandor primero,

de la vida dispuesta ya al combate,

naciendo como el hijo de un magnate,

de un monarca, un bribón o un pordiosero.

Patria del contrabando y las mentiras,

ciudad incomparable de Algeciras,

ni tú culpa has tenido

de que yo en tu recinto haya nacido,

ni hoy hacia ti mi corazón se escapa,

pues sólo te conozco por el mapa.

Crecí en Extremadura, Andalucía,

Madrid, Vizcaya... allá donde quería

la credencial, el título, el traslado,

o el cese de mi padre infortunado;

hasta que ya en Madrid por el cincuenta,

teniendo doce años,

―ya de mi edad podéis sacar la cuenta―

vine a vivir para mayores daños.
Ossorio y Bernard, en Poemas infantiles

### Llegada a Madrid, trabajo en la Armada y periódicos
Con doce años se estableció en Madrid, donde poco después quedaría huérfano a causa de la epidemia que azotó Madrid en 1855, que se llevó a sus padres en el espacio de una semana. Consiguió una plaza por oposición en la Administración de la Armada, en la que su abuelo había sido ministro y tres de sus tíos lucían entorchados de general, pero la abandonó al poco. Un amigo lejano del padre le proporcionó un trabajo de escribiente en el Tribunal de Cuentas, labor que desarrolló desde los diecisiete hasta los veintiséis años. Al poco de ingresar en este puesto, se casó con Manuela Gallardo, con quien tuvo tres hijos: Ángel, Carlos y María de Atocha, todos ellos vinculados posteriormente al mundo de la literatura y la política, destacando sobre todo el primero. Después, gracias a la mediación de su amigo Rafael Tejada y de los ministros Manuel Alonso Martínez y José Posada Herrera, consiguió un puesto en el Ministerio de Fomento y también una plaza en la Gaceta de Madrid.

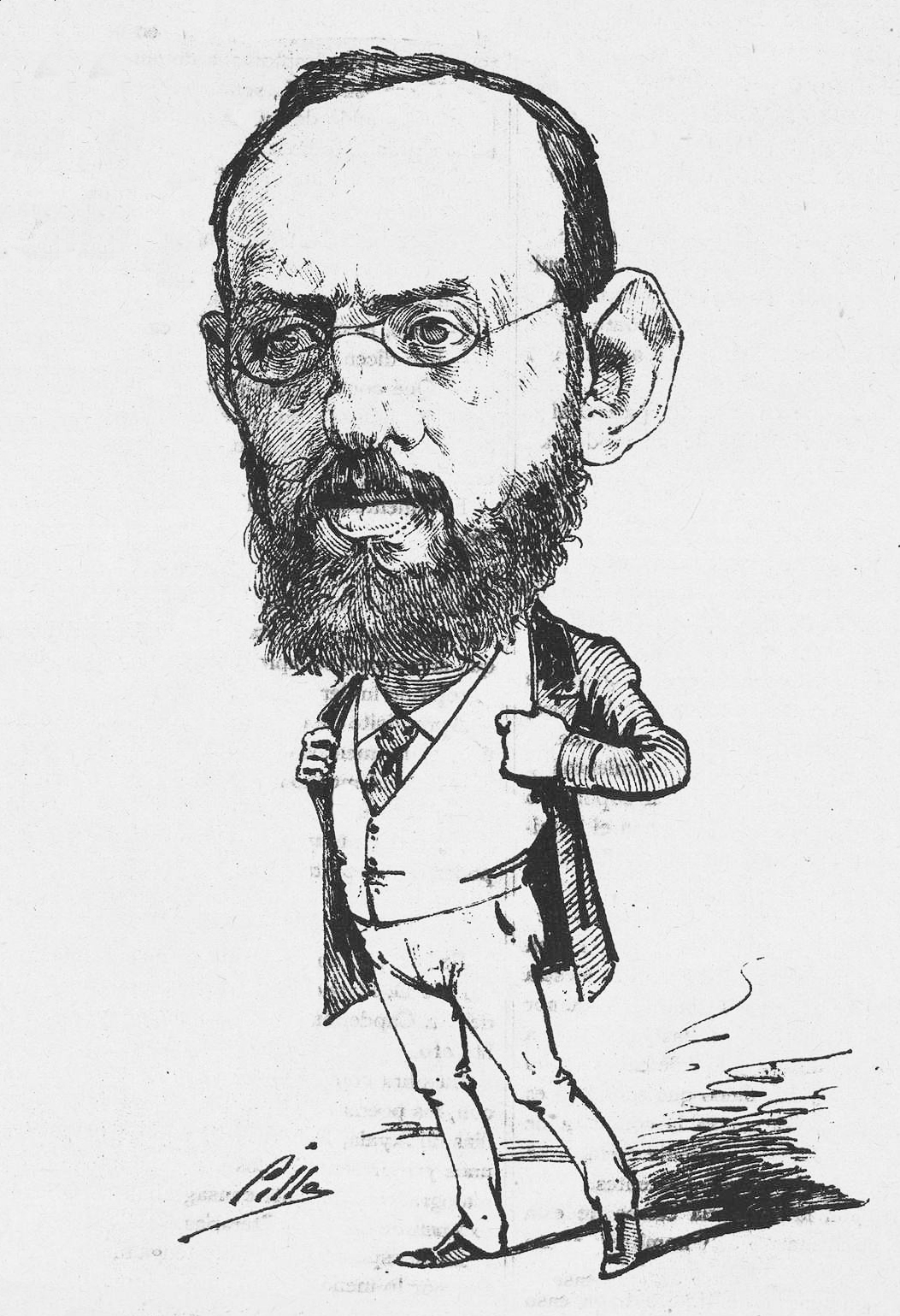
Caricaturizado por Cilla en Madrid Cómico (1884)

Ossorio y Bernard alternaba el trabajo de funcionario con el de escritor y periodista. Con veintiún años escribía artículos en La Idea, que dirigió desde 1859; también dirigió El Teatro (1864), El Noticiero de España (1868), La Independencia Española (1868), La Gaceta Popular (1873), El Cronista (1885), Diario Oficial de Avisos, La Correspondance d'Espagne, La Edad Dichosa, La Ilustración Católica y la Agencia Fabra, y formaba parte de la tertulia literaria de «La guardilla de los genios», a la que pertenecía también Nilo María Fabra. Producía artículos de costumbres, comedias, críticas de arte, ensayo. Su trabajo como crítico le atrajo la enemistad de algunos de sus contemporáneos. En cuarenta años no hubo periódico madrileño que no publicara un artículo suyo; fue redactor de El Constitucional (1860), El Contemporáneo (1864), El Español (1865), La Ley (1867), Don Quijote (1869), Las Novedades (1870-1871), El Eco del Progreso (1872), El Cascabel, Gaceta de Madrid, El Gobierno, El Día, La Correspondencia de España y Gente Vieja. Colaboró, asimismo, con periódicos de México, Cuba y Filipinas. Fue vocal de la junta directiva de la Asociación de Escritores e individuo de la Asociación de la Prensa de Madrid.
Como bibliógrafo se le debe un importante Ensayo de un catálogo de periodistas españoles del siglo XIX (Madrid, 1904), de donde se han sacado parte de estas noticias, y como biógrafo una Galería biográfica de artistas españoles del siglo XIX. Fue también secretario del Conservatorio de Artes e individuo de las Sociedades Económicas y Literarias de Cádiz, Málaga, Lérida y Jerez de la Frontera. Fundó y dirigió dos periódicos infantiles: La Niñez (1880-1884) y El Mundo de los Niños (1886-88).
Aquejado de una larga enfermedad, falleció en Madrid el 14 de septiembre de 1904.

## Obras
Fue un autor prolífico que abordó diversas ramas del teatro, el periodismo, el ensayo y la escritura para niños y jóvenes. Como dramaturgo, escribió diferentes obras, entre las que se cuentan Abd-el-Rahman (1869) y Camoens (1881). Dio a la imprenta, asimismo, obras como Ensayos poéticos (1859), Romancero de Nuestra Señora de Atocha (1863), Cartas á un niño sobre economía política (1871), Viaje crítico alrededor de la Puerta del Sol (1874), Novísimo diccionario festivo (1876), La república de las letras (1877), Las dos Castillas (1877), Gente menuda (romances infantiles) (1881), Cuadros de género trazados á pluma (1883), Libro de Madrid y advertencia de forasteros (1887), Monólogo de un aprensivo (1887), Papeles viejos é impresiones literarias (1890) y Caracteres contemporáneos (1891). Algunas de sus obras fueron reunidas en distintas colecciones póstumas, como Obras escogidas de D. Manuel Ossorio y Bernard (Madrid: Juan Pueyo, 1928).
Se destacó en la elaboración de trabajos biográfico y bibliográficos, que han sido tildados de «imprescindibles para cualquier investigador». Entre 1868 y 1869, publicó en dos tomos su Galería biográfica de artistas españoles del siglo XIX, que años más tarde, en 1883 y 1884, completaría. Autodefinido como continuador de la obra de Juan Agustín Ceán Bermúdez, esbozó un listado de los artistas que se mentan en la obra del gijonés y, tras cotejarlo con catálogos de museos provinciales, de coleccionistas particulares y de exposiciones públicas, lo fue completando. «La nueva edicion puede conceptuarse como un libro completamente nuevo, pues abraza todas las noticias biográfico-críticas hasta fin del año 1883, y aparece ilustrada con retratos y reproducciones de las obras más notables de la pintura y estatuaria modernas», señala en el prólogo de la segunda entrega, la de 1883-1884.
Entre 1889 y 1892, publicó en La España Moderna, por entregas, los Apuntes para un diccionario de escritoras españolas del siglo XIX y los Apuntes para un diccionario de escritoras americanas del siglo XIX. Su obra cumbre, que comenzó a publicarse en cuadernillos en 1903 y terminaría en el año de su fallecimiento, fue el Ensayo de un catálogo de periodistas españoles del siglo XIX (1903-1904). Definido por el propio autor como «ligera enumeración de cuantos han consagrado sus esfuerzos a la labor periodística, con somera indicación del servicio prestado y lugares y fechas en que lo ha sido», proporciona, según Ayala Aracil, «una enorme riqueza de datos». Hernández Cano, en su entrada para el Diccionario biográfico español, lo tacha de «excelente» y asegura que es «aún hoy de consulta obligada». Pocos días antes de su muerte, acaecida en septiembre de 1904, concluyó Ossorio y Bernard la publicación del Diccionario de escritores y artistas del siglo XIX.

Teatro, novela, cuentos, poesía,

Crítica, economía,

Enseñanza infantil... Cuanto comprende

El comercio librero,

Cuanto se compra y vende,

Otro tanto saqué de mi tintero,

Y á citar muchos títulos renuncio...

No diga el editor que hago un anuncio.

Mucho, mucho en las letras he pecado;

Mucho por mí las prensas han gemido

Y gemirán, si me hallo destinado

A seguir esta senda que he emprendido

Por la necesidad sólo guiado.

Ni tengo por corona

Lo que á lo sumo me sirvió de escudo;

Y si aún algo ambiciona

El disculpable afán de quien persigue

El conseguir un nombre algo notorio

Es que oyendo decir: ¿Quién es Ossorio?

Contestar pueden todos lo que sigue:

«Un humilde escritor, que consagrado

Al género infantil, ha publicado

Periódicos y libros á docenas,

Para esas criaturas

De animado mirar, largas melenas,

Maliciosa intención y risas puras:

Es, ya que estriba en eso su jactancia,

El autor predilecto de la infancia.»
Ossorio y Bernard, en Poemas infantiles

### Obras biobibliográficas
- Galería biográfica de artistas españoles del siglo XIX, 1868-1869,[23] 1883-1884[17]
- Apuntes para un diccionario de escritoras españolas del siglo XIX (1889-1890)[16][u]
- Diccionario biográfico internacional de escritores y artistas del siglo XIX,[v] M. Guijarro, 1890
- Apuntes para un diccionario de escritoras americanas del siglo XIX (1891-1892)[16][w]
- Ensayo de un catálogo de periodistas españoles del siglo XIX (Madrid, 1904)[24]
- Trabajos sobre la vida literaria, 1928

### Narrativa
- Cuentos y sucedidos  1884
- Cuentos, fábulas y leyendas en verso, 1884
- Novelas inéditas, Editorial Ibero-americana, ca. 1925

### Teatro
- Cubiertos a cuatro reales, 1866
- Barba y media :juguete cómico
- ¡Aventuras!, 1873
- ¡Cinco mil duros!, 1876
- Juan Tumbón, 1886
- Con Francisco Muñoz Ruiz, Abd-el-Rhaman III: drama histórico en tres actos y en verso, 1869

### Costumbrismo
- Viaje Crítico alrededor de la Puerta del Sol[25] en el que describe la historia de la Puerta del Sol en entregas a partir del 30 de abril de 1874
- Romancero de Nuestra Señora de Atocha, publicado en 1863
- Libro de Madrid y advertencia de forasteros, 1892
- La república de las letras: cuadros de costumbres literarias copiados Establicimiento tipográfico de E. Cuesta, 1877[26]
- Caracteres contemporáneos 1891

### Poesía
- Ensayos poéticos, 1859
- Odas y Baladas, 1864
- Romancero de Nuestra Señora de Atocha, 1863
- Romances de ciego, 1883

### Curiosidades
- Novísimo diccionario festivo, 1876
- Novísimo diccionario de la lengua publicado en redondillas y cuartetas
- Progresos y extravagancias apuntes para un libro, 1887